# Palaemon (Macrobrachium) pilimanus
Palaemon (Macrobrachium) pilimanus is een garnalensoort uit de familie van de Palaemonidae.